# سيريات
سيريات هي كومونا في مقاطعة بيرغامو في منطقة لومباردي الإيطالية ، وتقع على بعد حوالي 50 كيلومتر (31 ميل) شمال شرق ميلانو وحوالي 4 كيلومتر (2 ميل) جنوب شرق بيرغامو، واعتبارًا من 31 أغسطس 2020، كان عدد سكانها 25200  ومساحتها 12.4 كيلومتر مربع (4.8 ميل2).
سيريات حدود البلديات التالية: البانو، بيرغامو، سانت اليساندرو، بجناتيكا، بروسابورتو، تكلس، كافيرناغو، غورل، جراسوبيو، اويرو آل سيريو، برينجو، وحصل سيريات على اللقب الفخري للمدينة بمرسوم رئاسي في 2 أكتوبر 1989.

## الاسم الجغرافي
ظهر اسم «السارية» لأول مرة في مخطوطة من عام 949، وهناك نوعان من النظريات حول أصل الاسم، ويذكر البعض أنها مشتقة من «ساريوس»، الاسم اللاتيني القديم لنهر سيريو. يدعي البعض الآخر أنه مشتق من المصطلح النموذجي لغالو الليغورية الذي يميز جميع الأماكن القريبة من النهر، مع النهاية (بريمبات، لوكات، كابريت، سيريات. . .).

## الجغرافيا السياسية

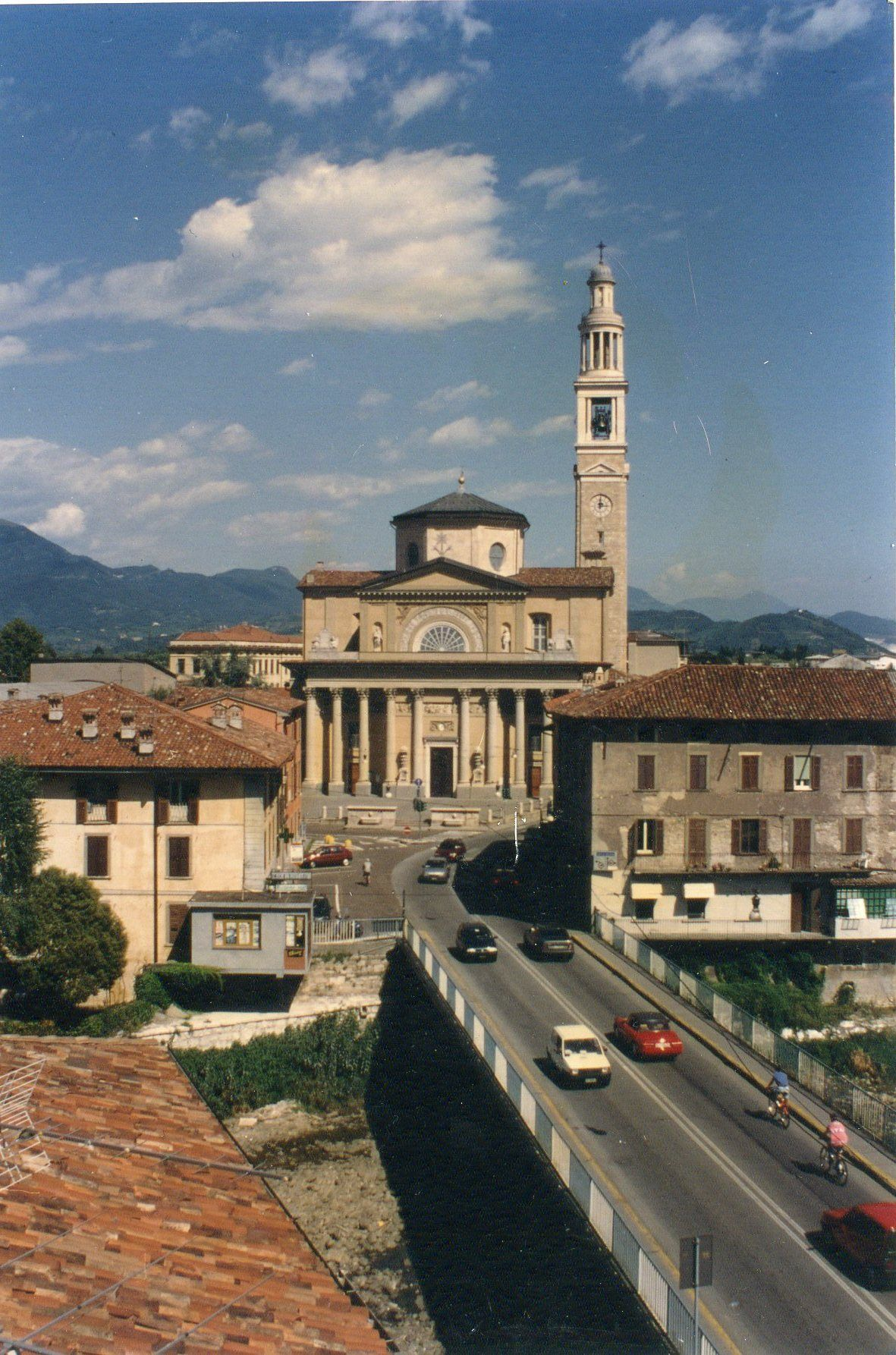
منظر طبيعي من سيريات

تقع مدينة سيريات في نهاية «فيا بروجو بالازو» في بيرغامو، في اتجاه نهر سيريو، وتحتل أراضي سيرييات مساحة 12.41 كيلومترًا مربعًا، وتقع إلى حد كبير على طول ضفاف نهر سيريو، الذي يمر عبر المدينة من الشمال إلى الجنوب، وساهم النهر في ربط وتقسيم الضفتين، في الواقع يكون أحيانًا عنصرًا للوساطة بينما يكون أحيانًا عقبة أخرى، ويؤثر النهر على الوظائف المختلفة للحيز الحضري، مثل الطرق وأماكن المعيشة وأماكن العمل. 
بلدية سيريات تحتوي على اثنين من الكسور (التقسيمات الفرعية، بشكل رئيسي القرى والنجوع) من كومنتي وكاسينون.

### باديرنو
تقع منطقة باديرنو في الجزء الغربي من بلدية سيرياتي، وأصل كلمة «باديرنو» يمكن أن يكون صفة «باتيرنوس»، والتي تشير إلى الأرض الموروثة من الأب، وأول نص مكتوب يذكر هذا المجال هو وثيقة من 979. من المحتمل أن تكون مستوطنات سيريات الأولى في منطقة باديرنو، وفي الواقع، يقع «باديرنو» الحالي بالقرب من نهر «سيريو»، لكنه لا يزال آمنًا في حالة حدوث فيضانات محتملة، ويمكن تأكيد هذه الفرضية من خلال أنقاض المقبرة والصهريج المائي، والتي تعود إلى القرنين الثاني والرابع، وفي القرن السادس عشر، كانت منطقة باديرنو مهمة للغاية بحيث تم ذكرها في خرائط رسامي الخرائط،  وبدأت أولى الأنشطة التجارية خلال الستينيات.

### كومونتي
يقع «فرازيوني» في كومونتي في الربع الشمالي الشرقي من المنطقة البلدية،  وتقع مدينة كومونتي على تل يبلغ ارتفاعه 277 مترًا، ويعد كومنتي من الناحية الجيولوجية الجزء الأكثر تحفة من سيريات.

### كاسينون
يقع «فرازيوني» كاسينوني في جنوب مدينة سيرياتي، وينتمي كاسينوني إلى ثلاث بلديات: سيريات وتكلس وبجناتيكا، وهذا «فرازيوني» هو موقع ريفي به منطقة صناعية وحرفية. 

## الجغرافيا الفيزيائية
لطالما كان لنهر سيريو دور مهم في المدينة وتم إنشاء العديد من الممرات المائية الاصطناعية، ويقع سيريات في موقع جغرافي استراتيجي بسبب الوجود المهم للنهر، ويمر نهر سيريو عبر مقاطعة بيرغامو ويرتبط بالحياة والاقتصاد في المقاطعة. 

## المعالم السياحية الرئيسية

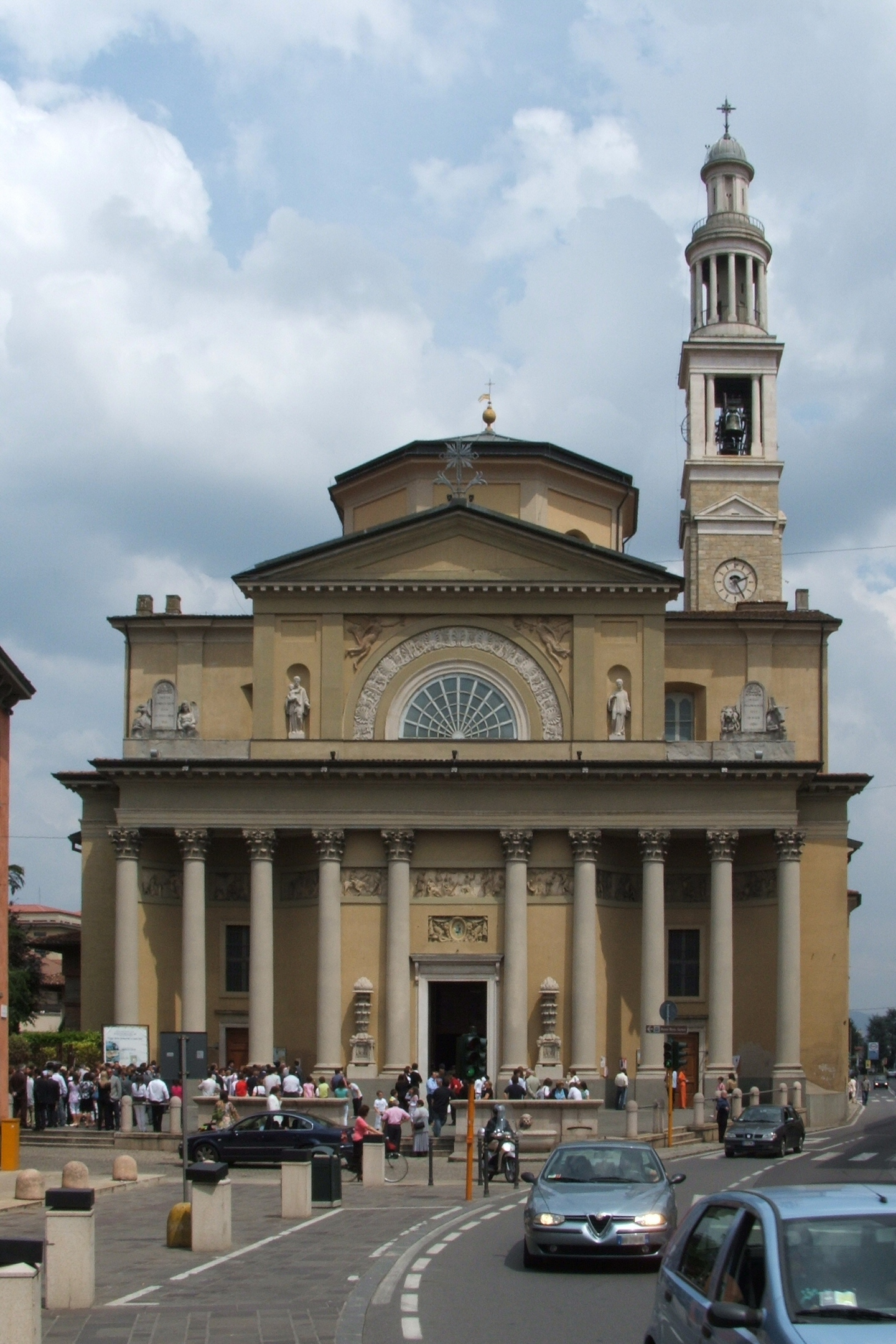
الكنيسة "Parrocchia del SS. رينتور "

### الكنيسة «بارشية ديل اس اس ريندينتور» وجرس برجها
تقع الكنيسة على الجانب الأيسر من نهر سيريو، وتم بناء الهيكل الرئيسي بين عامي 1769 و 1778 وتم تقديس ريندنتور "في عام 1808 من قبل الأسقف جيان باولو دولفين، وتمت الموافقة على مشروع بناء الواجهة، الذي قام به المهندس المعماري بيرليندس، في عام 1832، ويوجد داخل المبنى الكثير من الزخارف الأنيقة على غرار القرن الثامن عشر، ويقدم المخطط المعماري للكنيسة صليبًا يونانيًا يخلق انسجامًا تامًا وكاهنًا مرتفعًا، وفي عامي 1937 و 1938 تم تدمير جزء من الكنيسة وتم بناء برج الجرس.

### ملاذ «مادونا ديل بون كونسيليو»
تقدم واجهة الحرم أعمدة ثلاثية صغيرة ومتناغمة مع عمودين، وكما أن الجزء العلوي من الواجهة مقسم إلى ثلاثة أجزاء وفي الجزء الأوسط يوجد نافذة، وللكنيسة ممر واحد فقط وهناك نصبيان تذكاريان لتذكر المحسنين من الحرم ورجال سيريات الذين ماتوا خلال الحرب العالمية الأولى والثانية، ويوجد داخل الحرم العديد من الصور الدينية.

### كنيسة «سانت اليساندرو مارتير أ باديرنو»
تمت كتابة أول وثيقة مكتوبة تشير إلى وجود هذه الكنيسة في عام 1223، لذلك من الممكن معرفة أن الكنيسة كانت موجودة بالفعل في بدايات القرن الثالث عشر، وليس من الواضح متى ولماذا تم تكريس الكنيسة إلى الساندرو، ومن المحتمل أن يكون سكان سيريات الذين ماتوا بسبب الطاعون عام 1630 قد دفنوا في مقبرة هذه الكنيسة، وفي عامي 1977 و 1978 تم ترميم المبنى، وفي الوقت الحاضر تتميز الواجهة بأسلوب الباروك، ويوجد في الجزء العلوي من الواجهة نافذة مركزية وتمثالان على الجانبين، بينما يحتوي الرواق على خمسة أروقة، وتتميز الكنيسة من الداخل بصليب لاتيني وممر واحد. يوجد على الجانب الأيمن مذبح مخصص لمريم، بينما يوجد في الجانب الأيسر مذبح يمثل يسوع، ومن الجانب الأيسر للمبنى يمكن للمرء الدخول في كنيسة صغيرة مخصصة للأشخاص الذين ماتوا بسبب الطاعون.

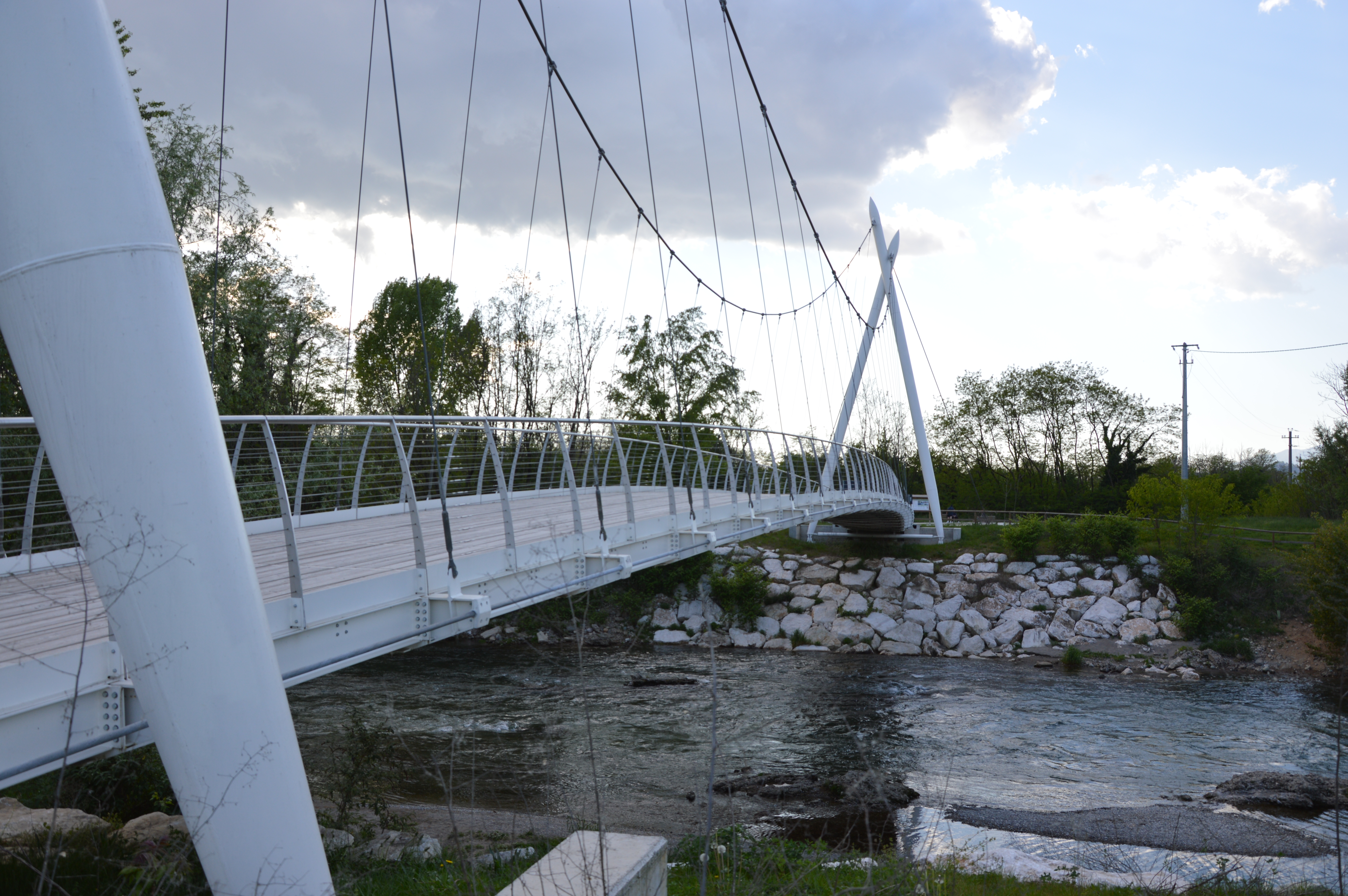
جسر يربط بين حدائق "أواسي فيردي 1" و "أواسي فيردي 2"

### مسارات طبيعية
تشغل حديقة سيريو الإقليمية مساحة 7750 هكتارًا، وقد تم إنشاؤه في عام 1985 ويديره كونسورتيوم. 
تم التعرف على حديقة سيريو المحلية ذات الأهمية فوق المجتمعية في عام 2006 وتبلغ مساحتها حوالي 157.55 هكتارًا، وهي لا تشمل فقط جزءًا من مدينة سيريات، بل تشمل أيضًا مناطق بلديات غورلي، وبيدرينجو، وسانزوروسيات، وفيلا دي سيريو. من بين الأهداف الرئيسية لإنشاء المتنزه تعزيز وحماية النهر والبيئة الزراعية وإنشاء مساحات متوافقة مع البيئة. 

## المجتمع
من خلال ملاحظة بسيطة للبيانات الديموغرافية للبلدية، يمكن ملاحظة أن 60٪ من سكان سيرياتي يأتون من خارج بلدية سيريات، ومعظم هذه النسبة 60٪ تتكون من مواطنين من المناطق الجبلية في مقاطعة بيرغامو وعاصمة المقاطعة. 

## البنية التحتية وسهولة الوصول
أكثر البنية التحتية ذات الصلة لـسيريات هي الطريق السريع أي فور، الذي أدى إلى تحسين إمكانية الوصول إلى سيريات وربطه بـ بيرغامو، وخط القطار ميلان-بريسيكا، الذي يربط سيريات مع منطقة لامبارديا، والمحور بين المدن، والذي أنشأ المزيد من الاتصالات بين سيريات ومقاطعة بيرغامو. 

## روابط خارجية
- www.comune.seriate.bg.it